# Mangual

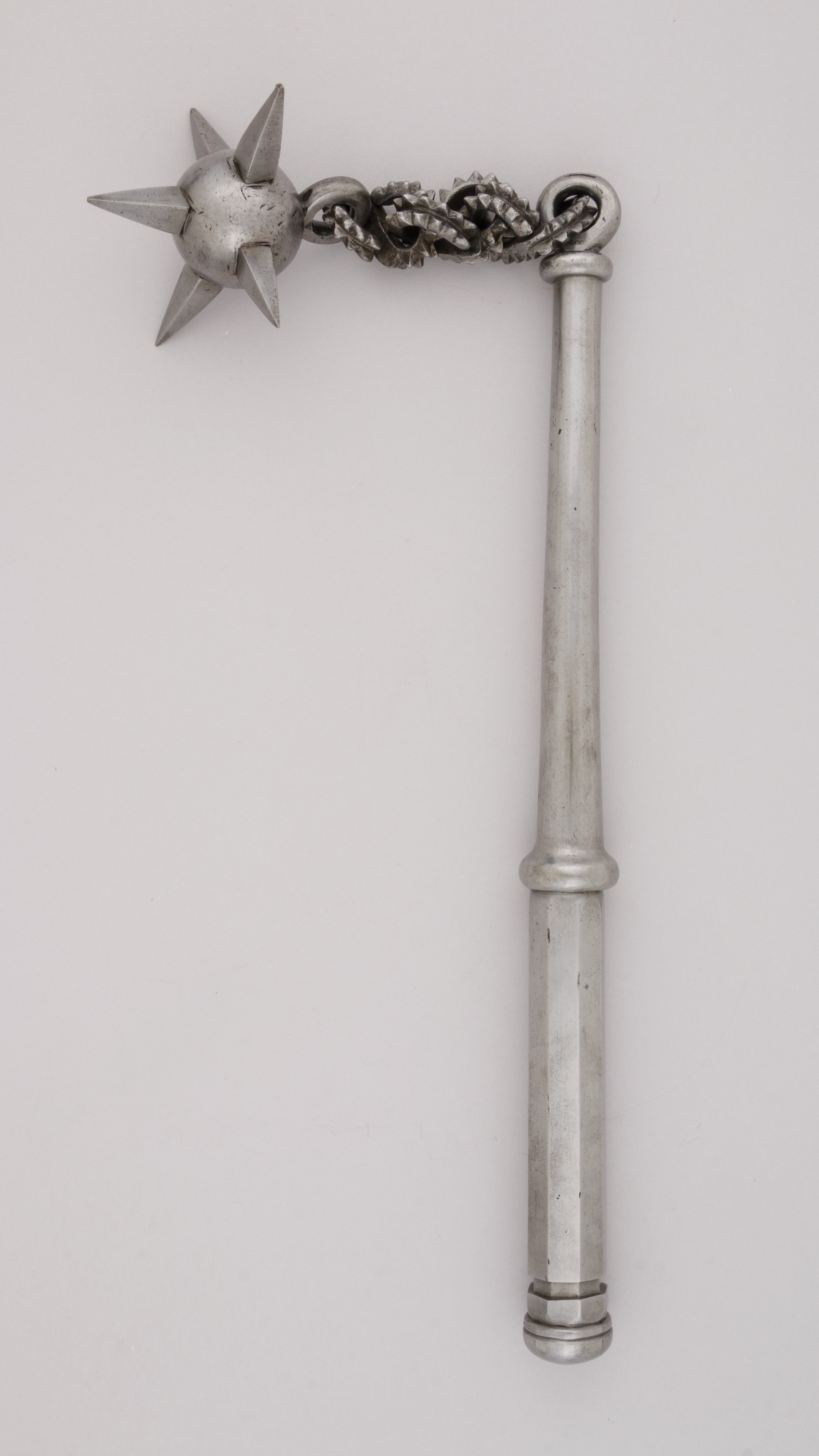
Mangual del Museo Metropolitano de Arte. Probablemente, del, emulando el estilo del.

El mangual, rompecabezas, mazo de cadena, látigo de armas o látigo de guerra[cita requerida] es un arma parecida al lucero del alba y al mayal, compuesta de un mango de madera de aproximadamente un codo (unos 52,3 cm) de longitud unido a una o varias bolas metálicas mediante cadenas. 
Las bolas pueden estar plomadas y/o presentar púas. En vez de una bola, es posible encontrar cabezas de mangual con forma elipsoide, cónica o de cubo truncado.  En algunas fuentes se afirma que la longitud de cada cadena y bola no debía superar la de un tercio del mango[cita requerida], para evitar golpes accidentales a la mano del usuario. No obstante, algunas variantes de mangual como los kabastin indopersas no se adecúan a esta afirmación. 
Está considerada un arma prohibida en España. Su fabricación es ilegal en Rusia.

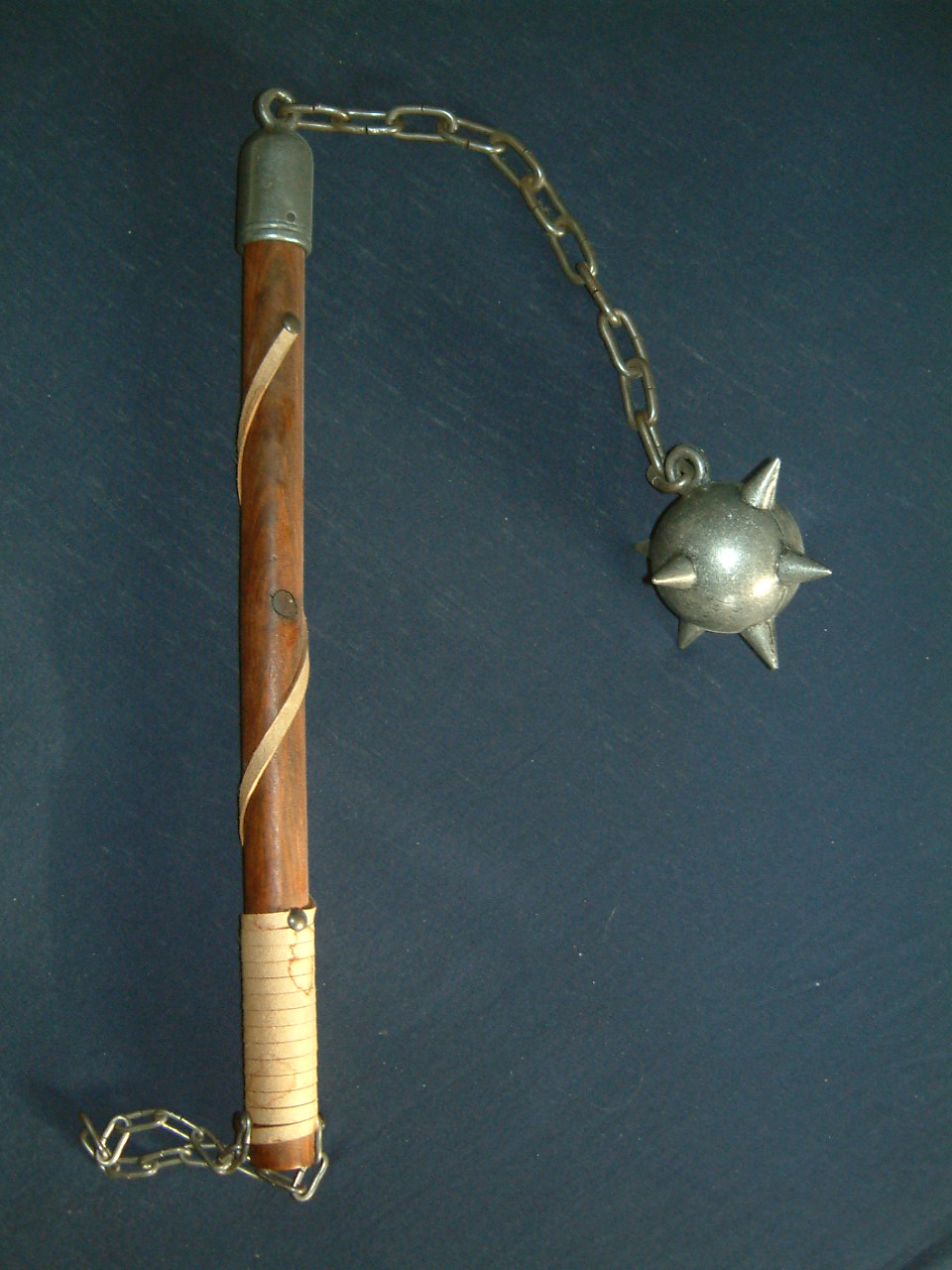
Mangual de una sola bola de fabricación moderna.

## Historia y controversia

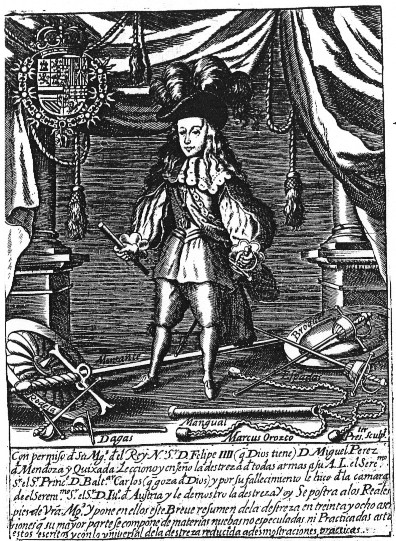
En el suelo, a la derecha, se aprecia lo que parece un mangual con tres largas cadenas de las que penden pequeñas bolas. Ilustración de Resumen de la verdadera destreza de las armas: en treinta y ocho asserciones, un manual de esgrima española de 1675.

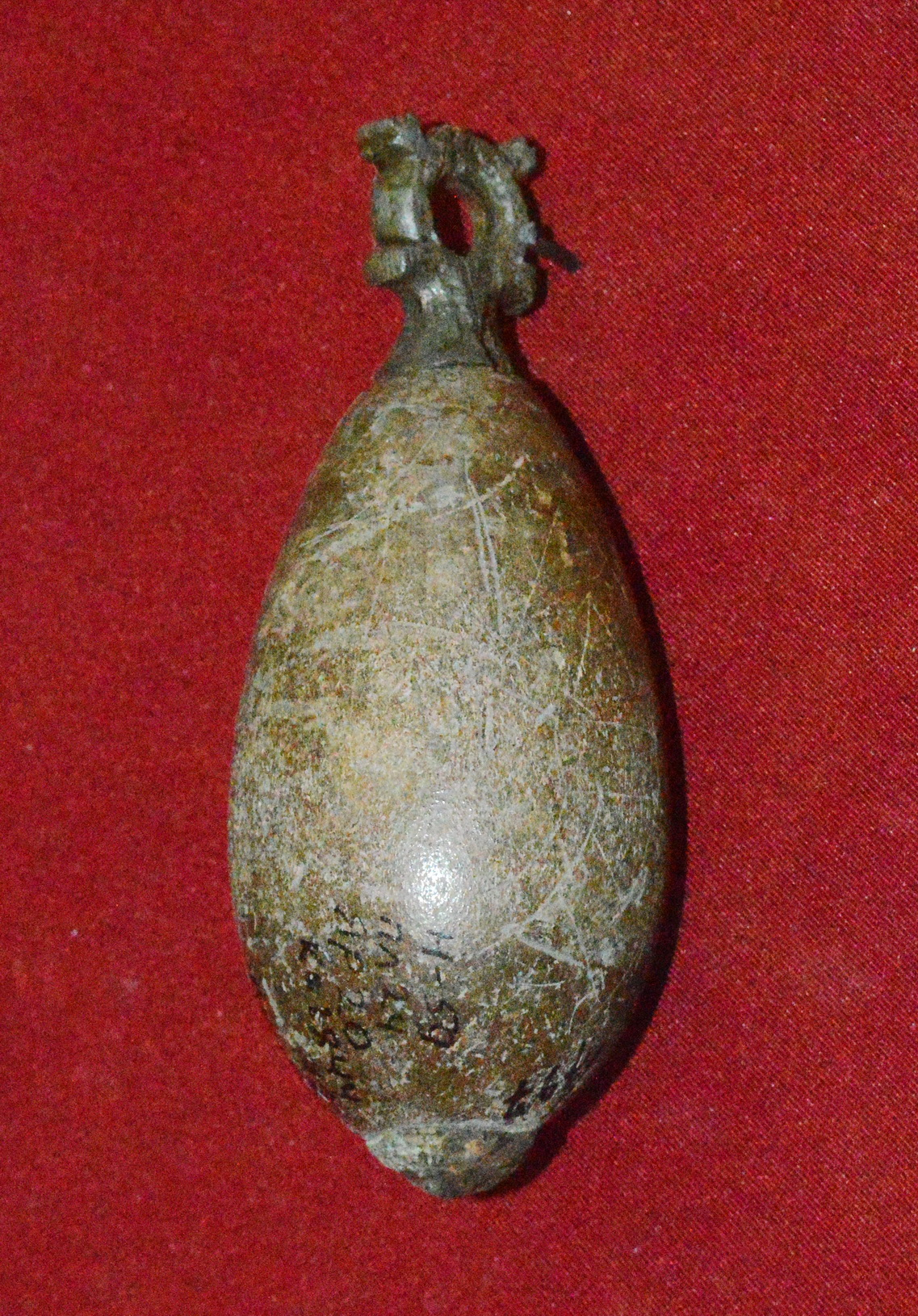
Cabeza de kisten de hueso con interior metálico, Nóvgorod.

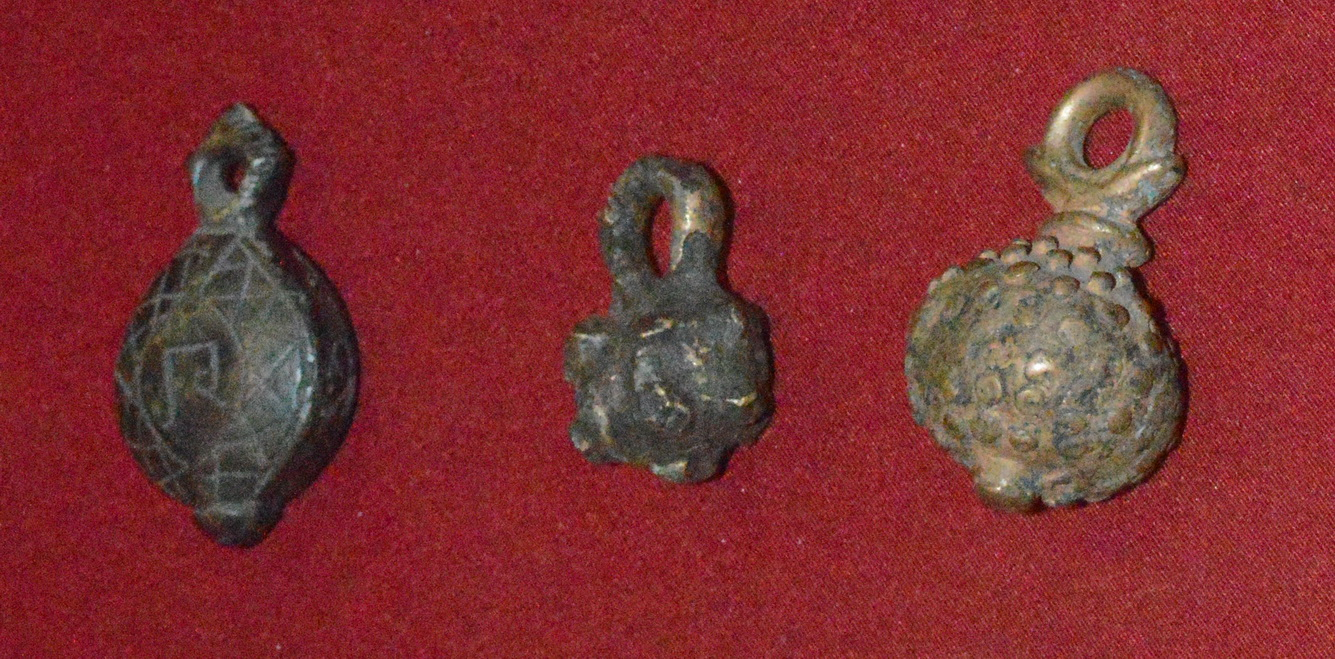
Cabezas metálicas de kisten, Nóvgorod.

Se desconocen los orígenes del mangual; pudo haberse desarrollado a partir del utensilio campesino denominado mayal o haber surgido independientemente. Hay pocas pruebas de su existencia durante el periodo medieval y la inmensa mayoría de ejemplares encontrados proceden de los territorios de la Rus de Kiev. John Waldman (2004) documentó algunos ejemplares posiblemente auténticos de mayales y manguales, así como iluminaciones de fuentes alemanas, francesas y checas. De todas formas, debido a la extrema escasez de hallazgos arqueológicos y representaciones artísticas de manguales en Europa occidental, se puede especular que, de haber existido, no fue un arma común ni usada en batalla de manera habitual en esa zona.  
Los objetos que se encuentran, en realidad, pudieron haber sido pesos de balanza romana, plomadas, badajos u otras herramientas de uso civil.
Muchos ejemplares de mangual expuestos hoy en día en museos son falsificaciones, reproducciones o invenciones posteriores al s. XVI. 

En algunas iluminaciones aparecen personajes blandiendo instrumentos similares al mangual, pero en la mayoría de casos parecen ser flagelos para la tortura o para espolear animales. Podrían ser también representaciones de hondas. Incluso cuando el arma es claramente representada, podría haber sido una invención del artista, ya que aparece al lado de artefactos de aspecto inusual o en manos de guerreros de origen exótico. 

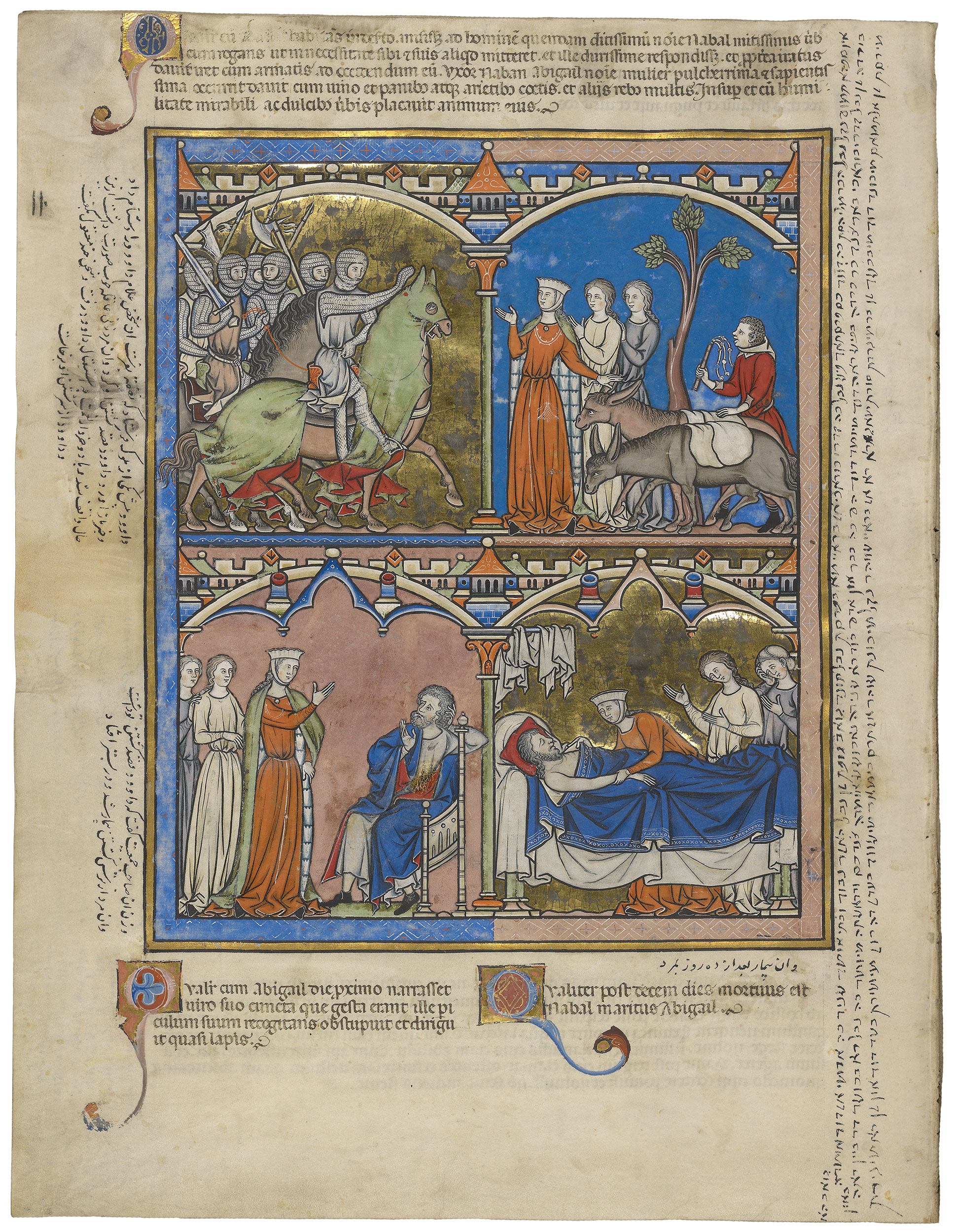
Página 33 verso de la Biblia de Maciejowski. El personaje bíblico que sujeta el flagelo en la esquina superior derecha es Nabal, un pastor rico calebita (descendiente de Caleb).
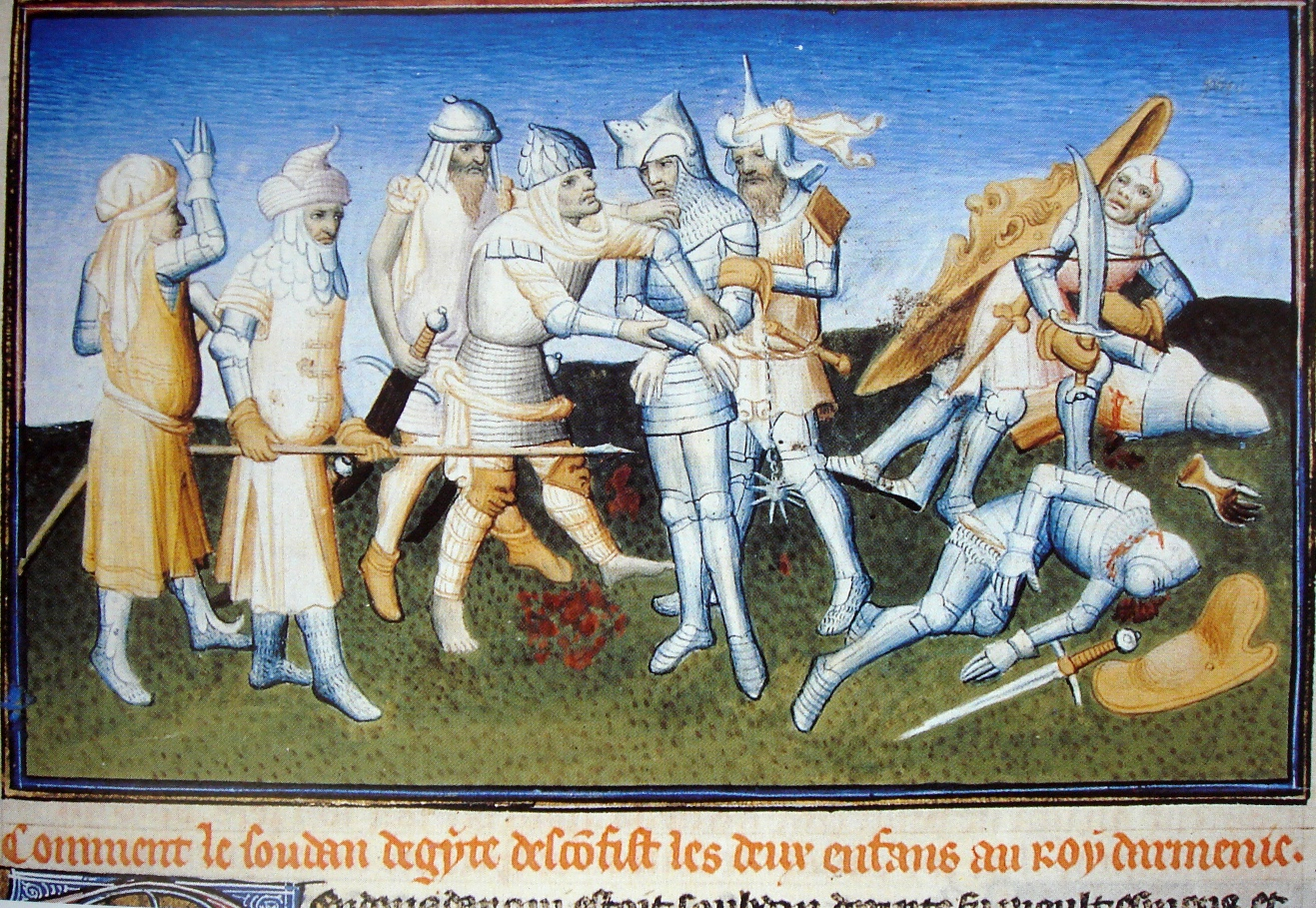
Batalla de Mari, cerca de Darbsaq, entre el reino armenio de cilicia y mamelucos. En la cintura de la sexta figura desde la izquierda se aprecia un mangual. Los viajes de Marco Polo, 1298.
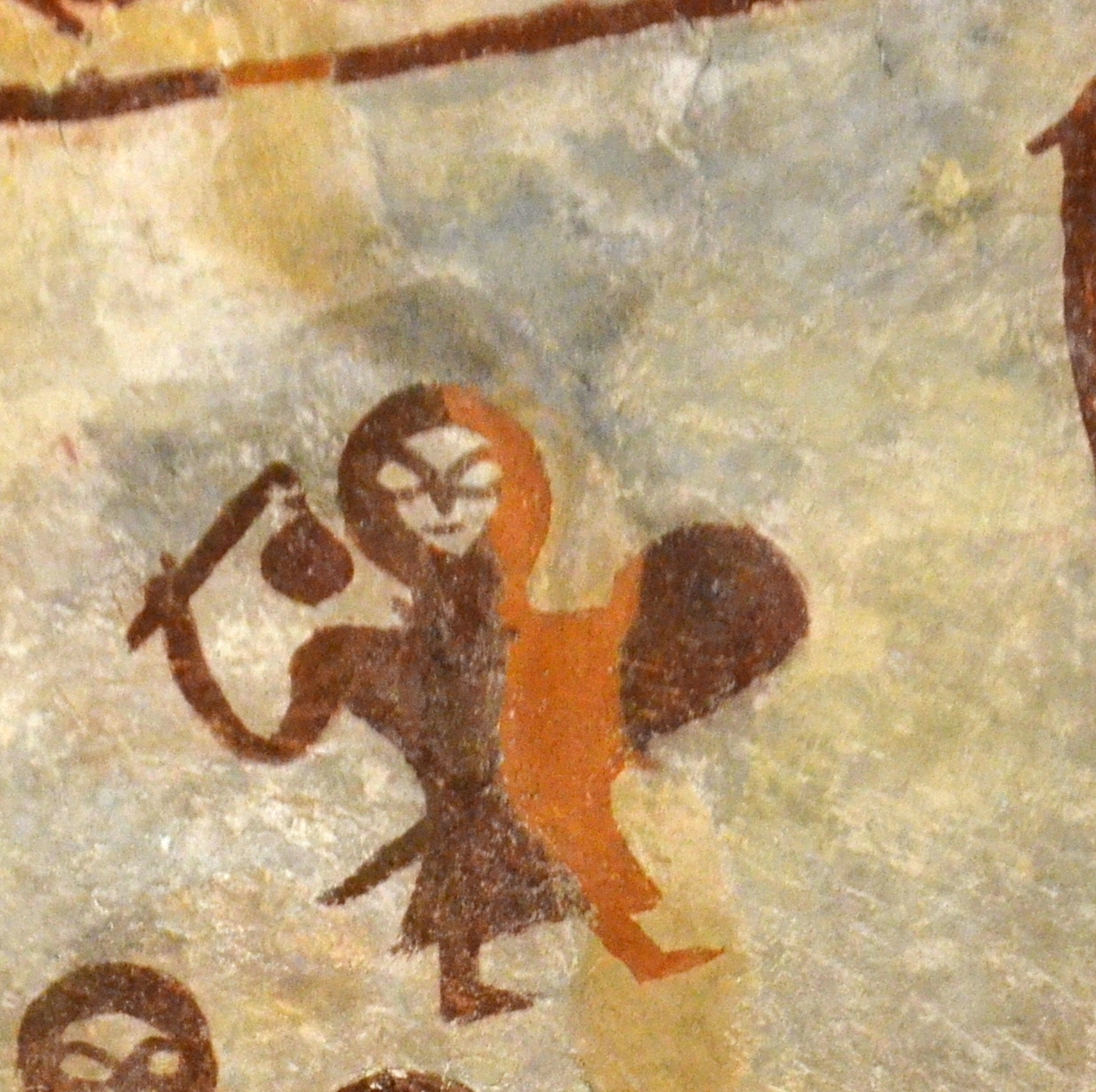
Detalle de una pintura mural en la Iglesia de la Asunción en Alaiza. Este guerrero parece sostener un mangual en la mano derecha.
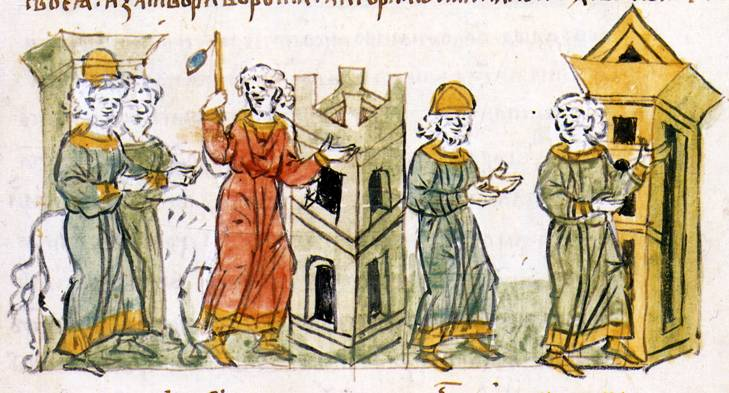
Ilustración del asesinato de Ígor II de Kiev, Crónica de Radziwiłł, siglo XV. El personaje vestido de rojo parece portar un kisten.
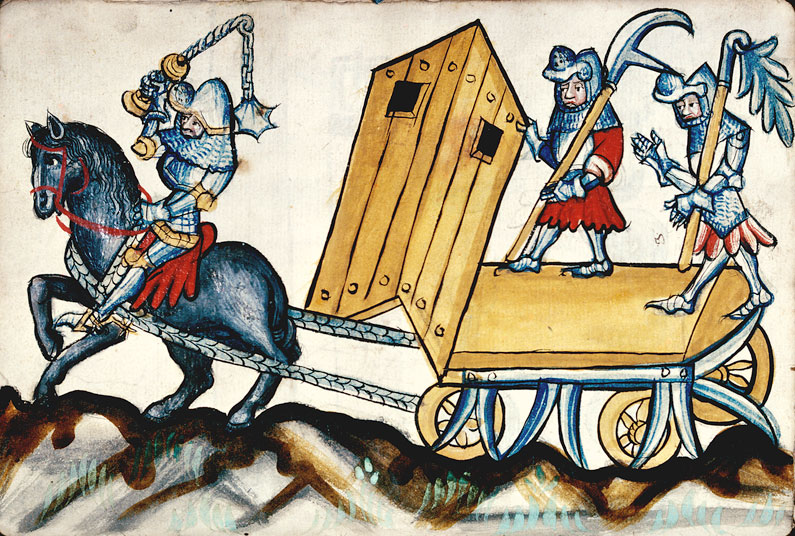
Miniatura del Bellifortis de Konrad Kyeser. El jinete  de la izquierda parece blandir un mangual en su mano derecha.
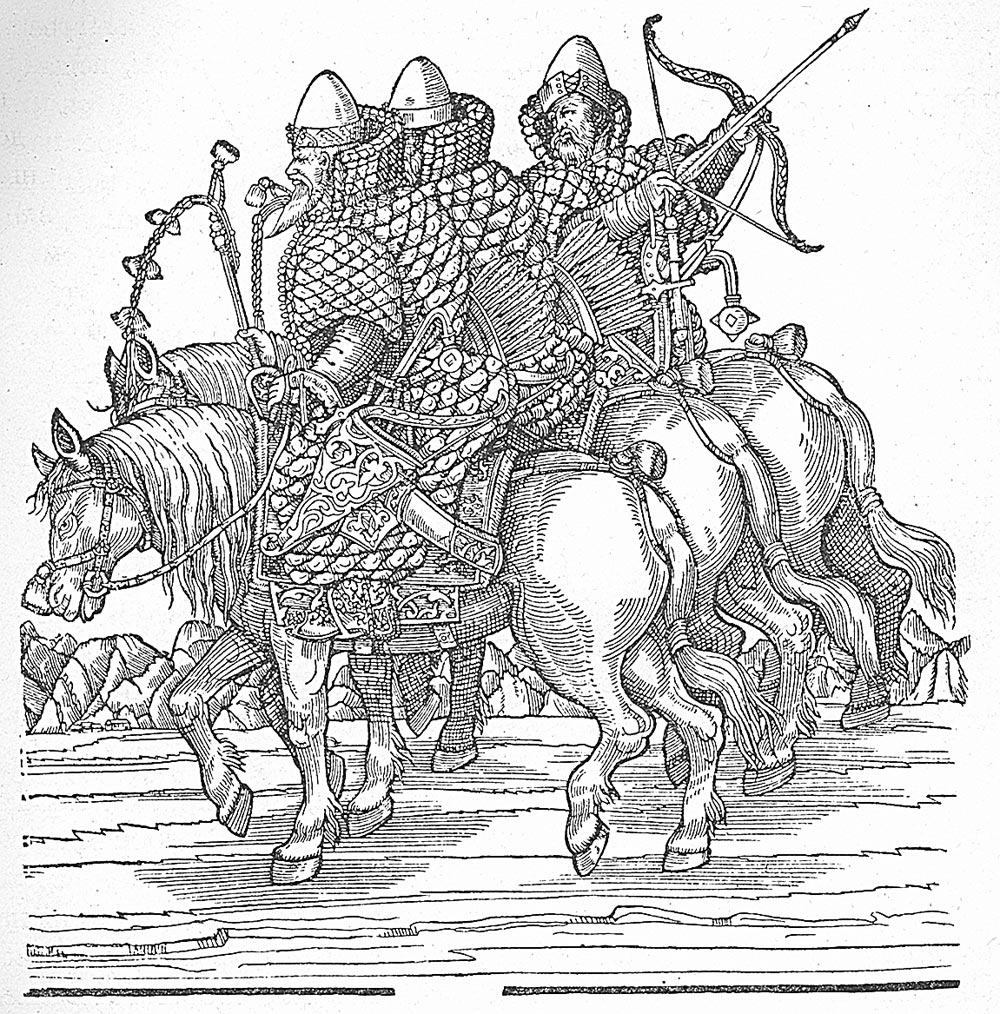
Lo que sujeta el jinete en primer plano es un látigo; los manguales que llevan estos caballeros rusos están sujetos con sus cinturones. Grabado de la edición alemana de 'Notas muscovitas'[13] de Segismundo de Herberstein, 1557. En varias de las ilustraciones del libro aparecen personajes armados con manguales.
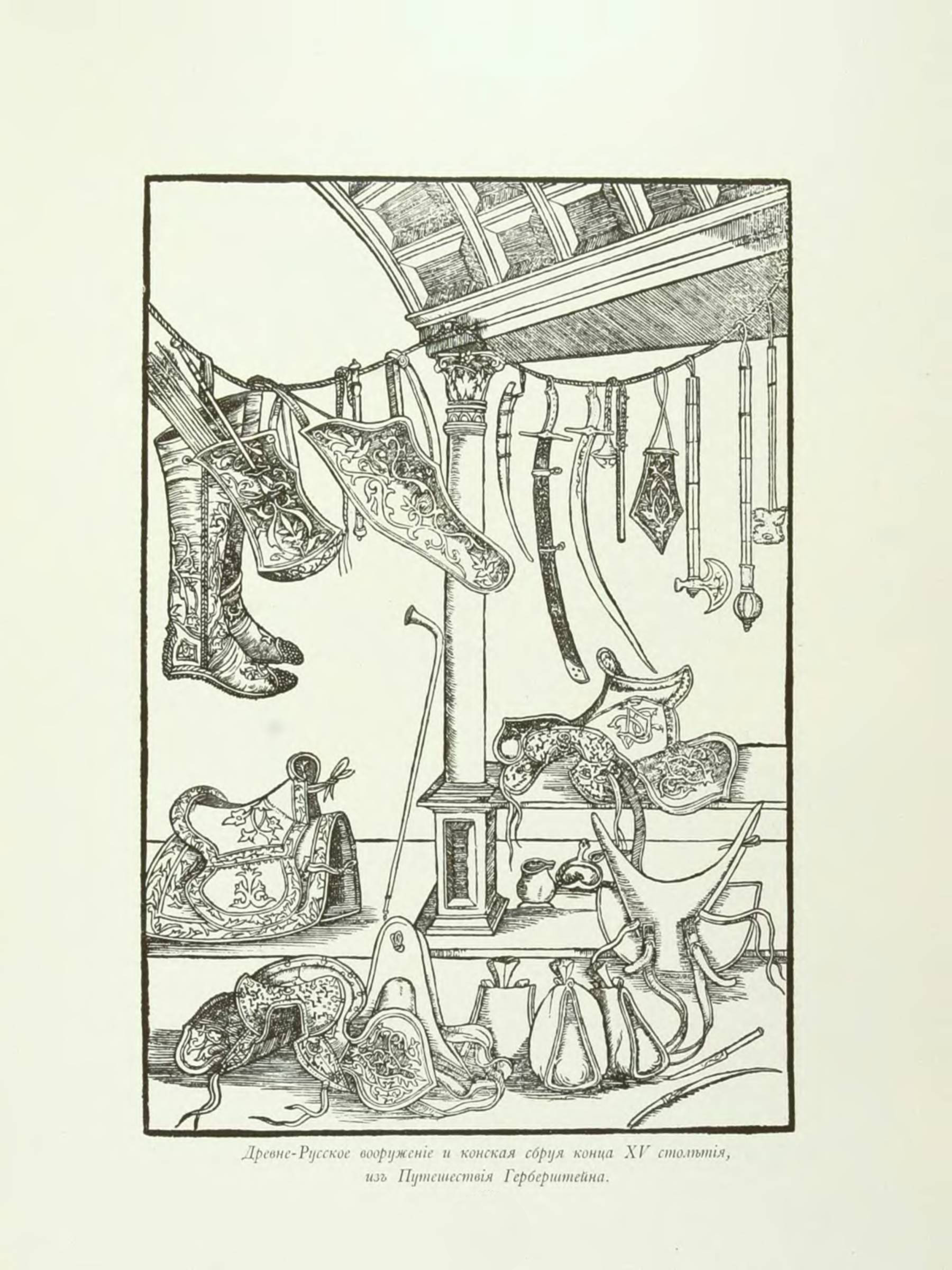
Otra ilustración del Rerum Moscoviticarum Commentarii de Herberstein en la que se aprecia un mangual colgando de una cuerda, en quinta posición contando desde la derecha.
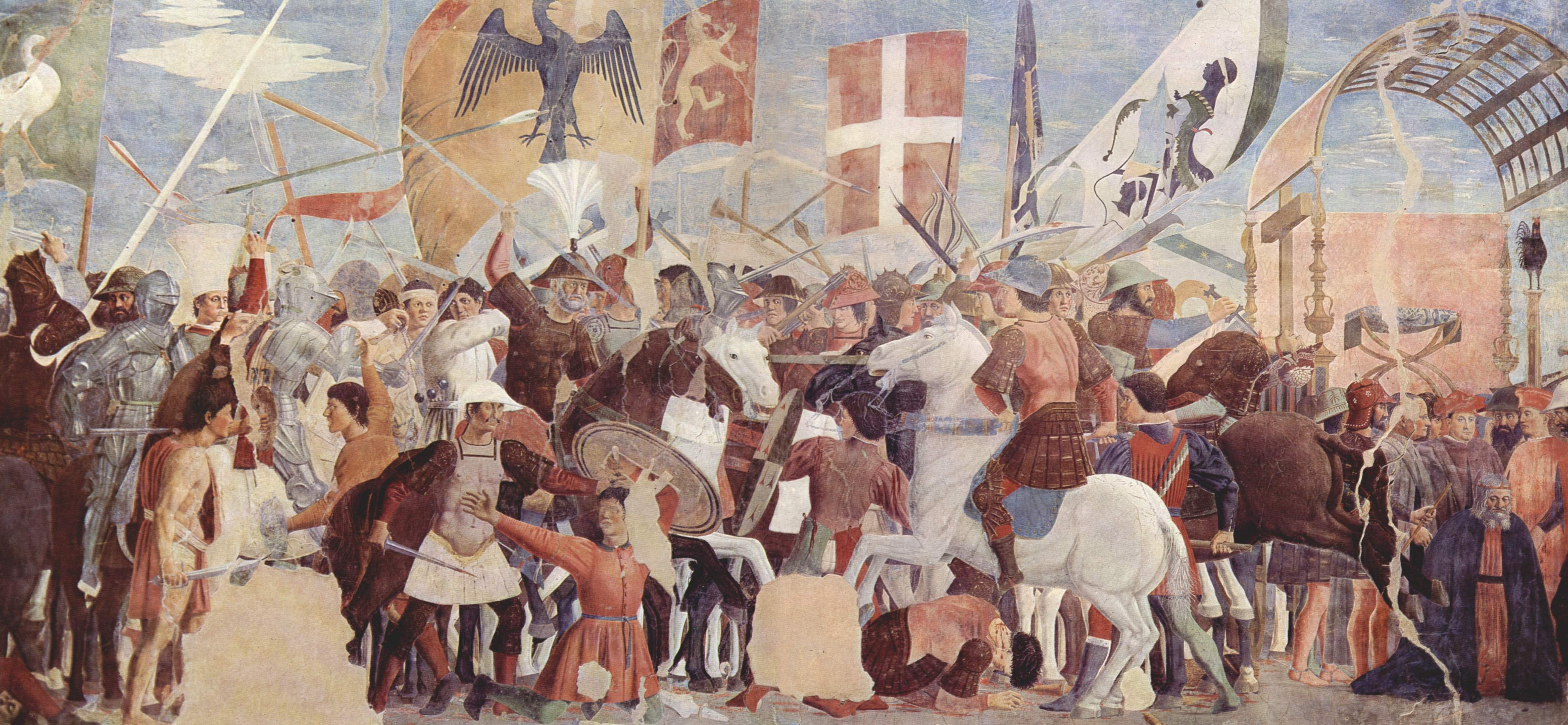
Batalla de Nínive, Piero della Francesca. Justo debajo del borde izquierdo del estandarte amarillo se puede ver lo que posiblemente sea un mangual con tres bolas esféricas.
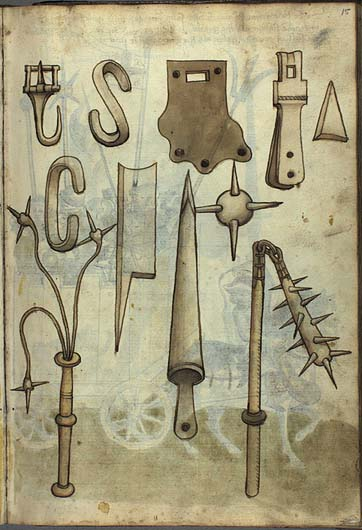
Las armas representadas en este manuscrito de Hans Talhoffer podrían ser o mayales de armas o manguales. Siglo XV.
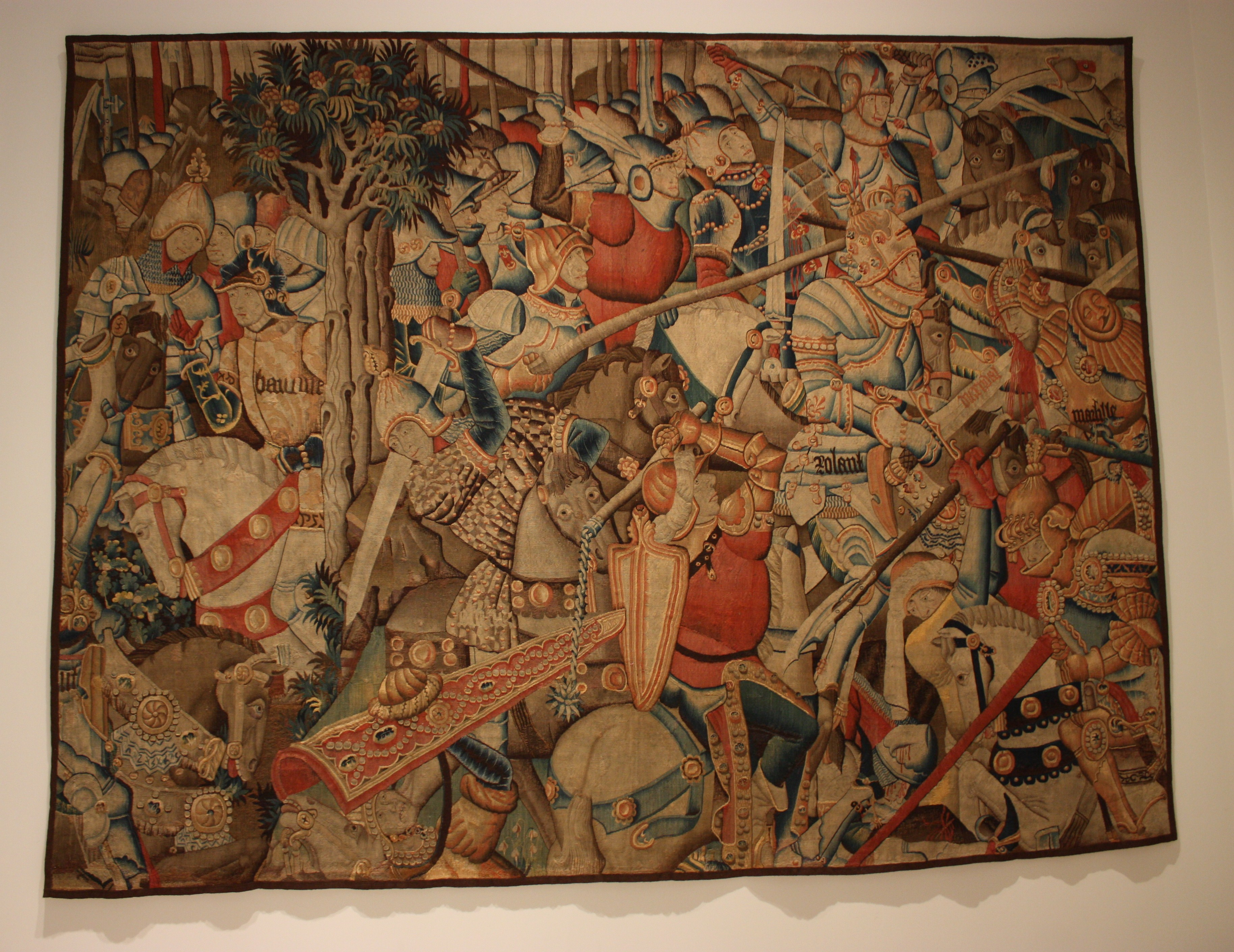
Batalla de Roncesvalles en un tapiz belga de finales del siglo XV. El soldado de infantería en el centro usa un mangual para atacar a un jinete.
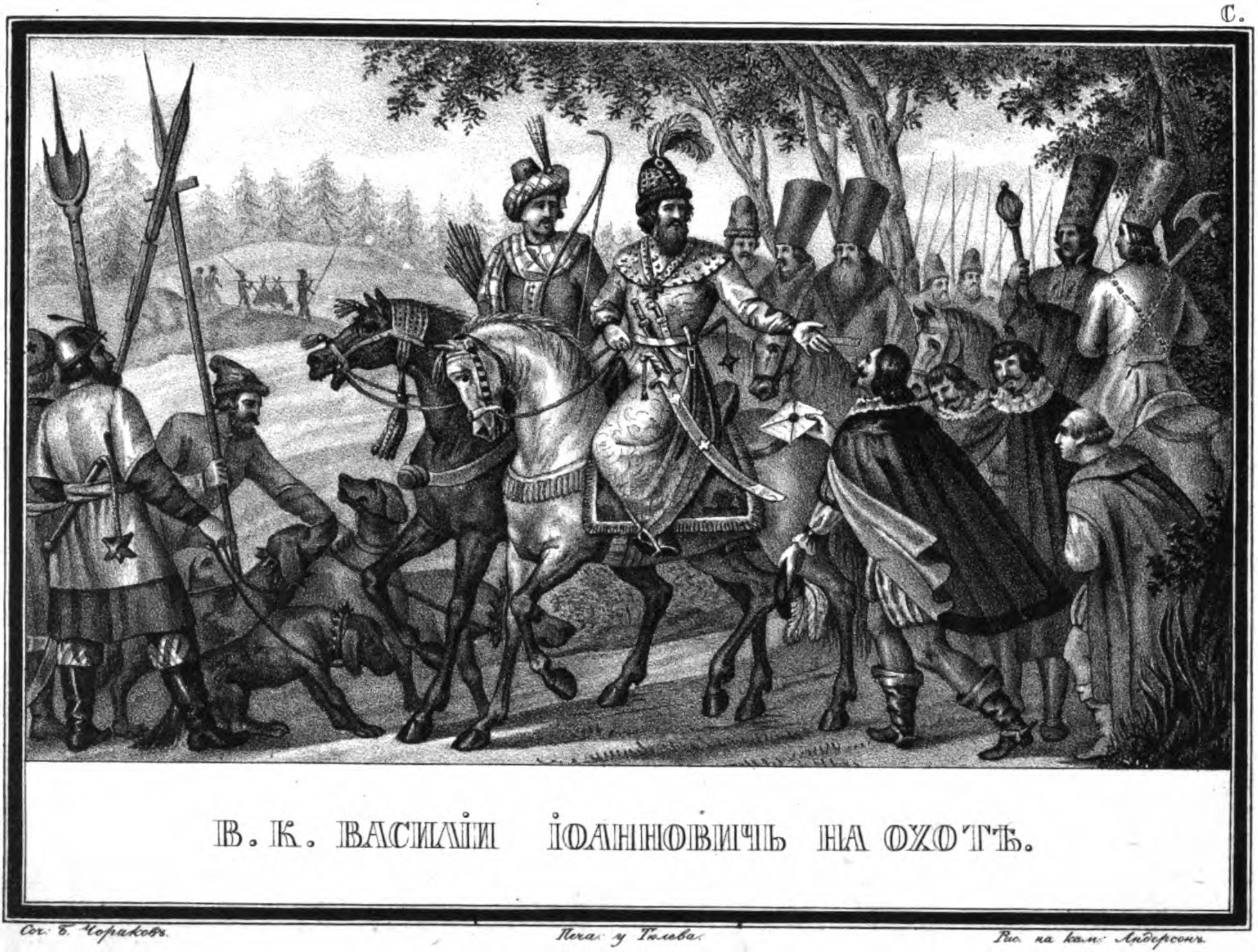
Ilustración del libro sobre historia rusa Живописный Карамзин (1836). Tanto Basilio III, en el centro, como el soldado de la izquierda llevan manguales sujetos por el cinturón.
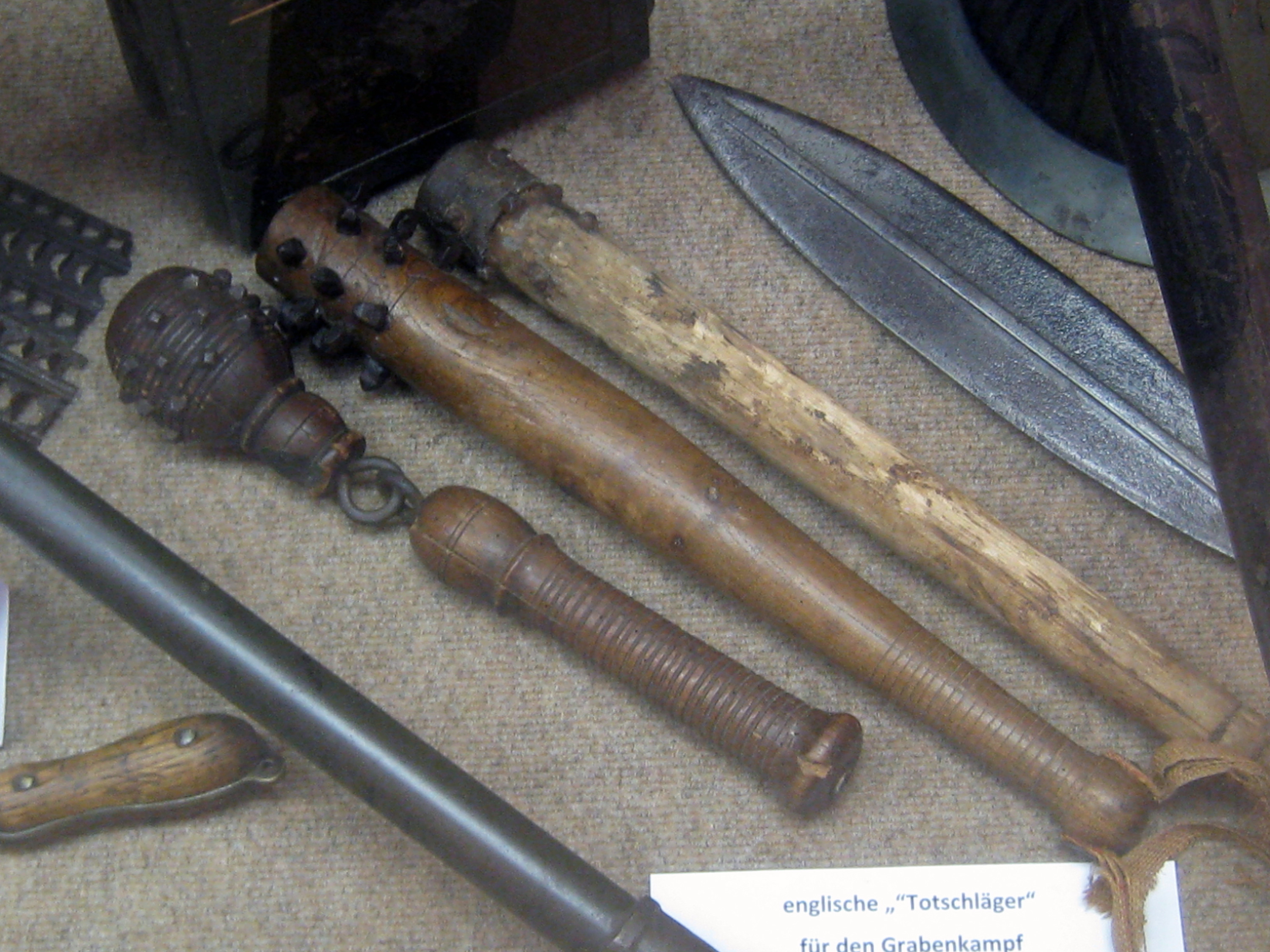
Mangual inglés de la Primera Guerra Mundial.

En el Principado de Moscú, hay pruebas arqueológicas e históricas que dan pie a teorías sobre el uso de manguales por soldados y civiles durante el siglo XVI. Herberstein visitó Moscú durante la primera mitad del siglo XVI y escribió sobre los jinetes de caballería locales:
Sus armas convencionales son arco y flechas, un hacha, una lanza y un arma de asta similar a los цеста (coestus)[cita requerida] romanos, que en ruso se llaman кистень (kesteni) y en polaco бассалык  (bassalick). Es un mango de madera de dos palmos de largo, con una correa resistente clavada en su extremo; al final de la correa se ata un objeto de cobre, hierro o cuerno de ciervo; la correa es de casi un palmo y medio de largo.
Herberstein describió la apariencia del gran príncipe Basilio III saliendo de caza de la siguiente manera: 
En su espalda, bajo el cinturón, tenía un arma especial, reminiscente de un цест (cest) romano antiguo; usan esta arma habitualmente en batalla. Es un palo algo más largo que un codo (traducido de cubit), al cual está clavado un cinturón de cuero de dos palmos de largo; en el extremo del cinturón hay una cabeza de hierro o cobre, en forma de обрубка ('muñón' o 'tocón') aunque la del emperador estaba decorada con oro por todos lados.
En el inventario del Monasterio de Kirillo-Belozersky de 1668 se menciona la existencia de 160 "кистеней" (kisteney) de hierro. Cabe la posibilidad de que fueran manguales.

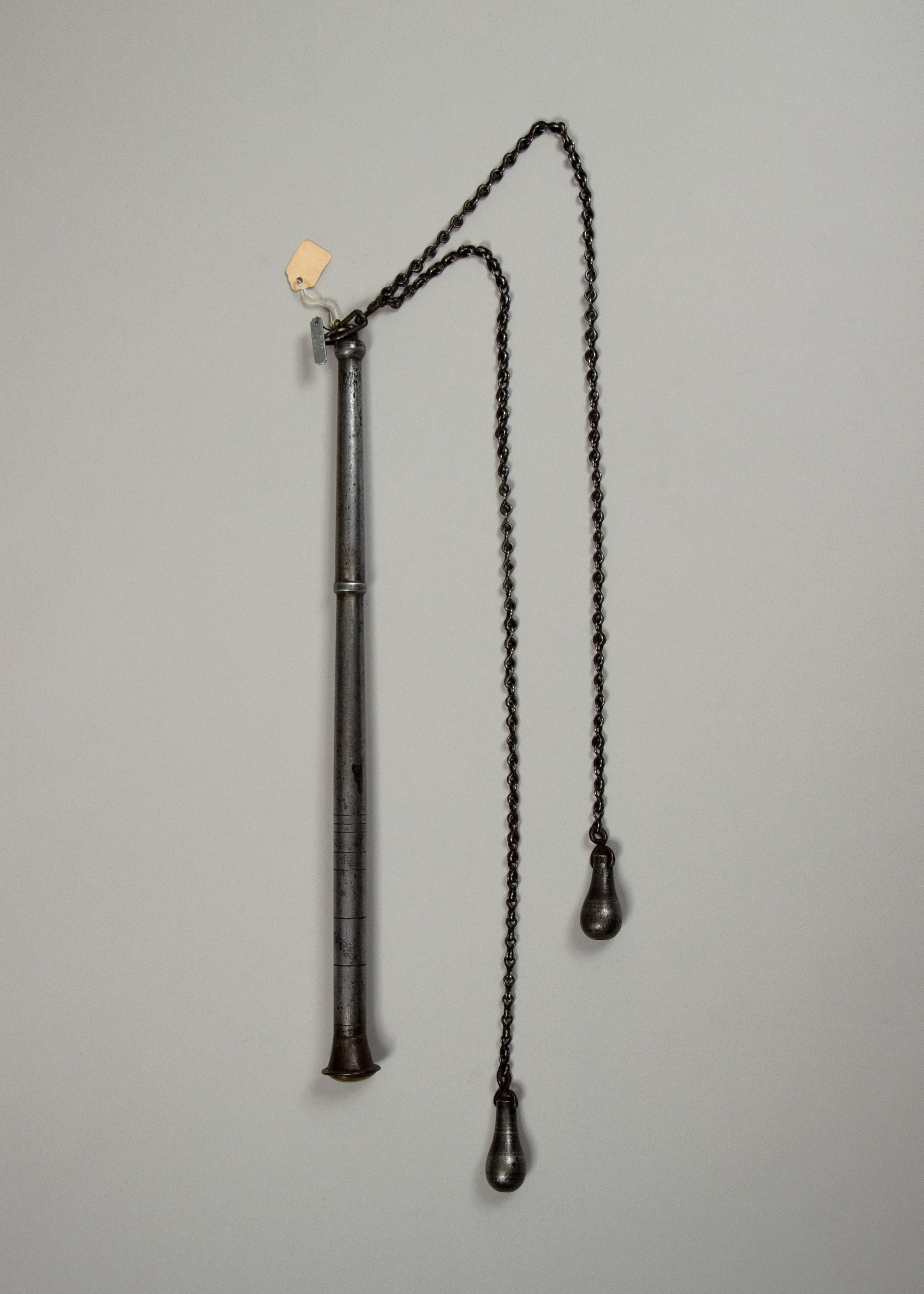
Mangual indio del. Museo Metropolitano de Arte.

En el siglo XIX, la posesión de manguales por civiles estaba prohibida en San Petersburgo.
Durante la Primera Guerra Mundial, se usaron manguales de manera esporádica como armas de combate cuerpo a cuerpo en las trincheras.

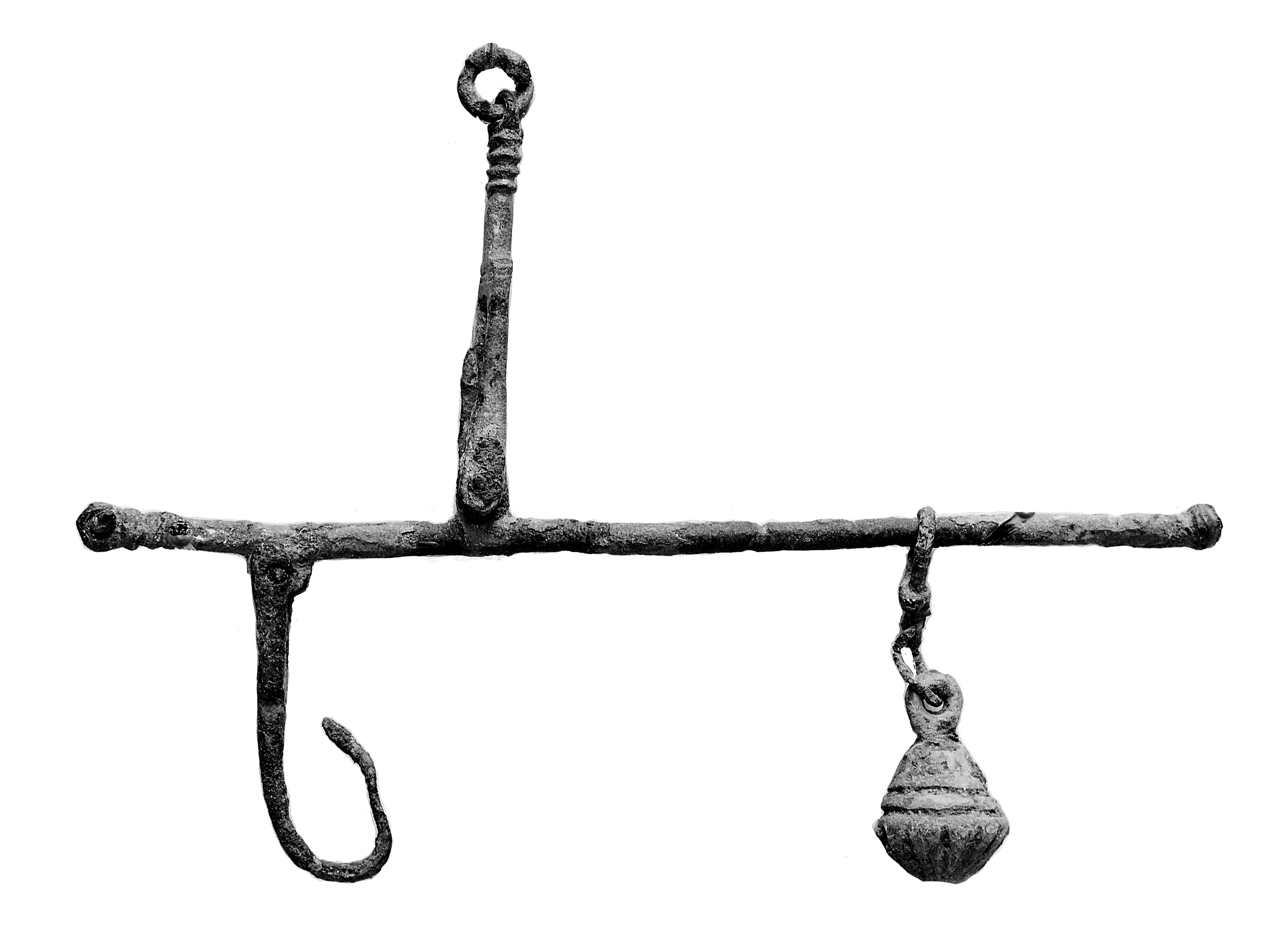
Una balanza romana. Las cabezas de mangual podrían confundirse con pesos para este tipo de balanza.

Hoy en día, el mangual es visto como un arma fundamental del periodo medieval y ha aparecido en películas, juegos de rol y videojuegos con frecuencia, a pesar de no estar siquiera comprobado su uso en batalla. Un ejemplo de mangual moderno es el kubotan.

## Uso
Se ha especulado que el mangual pudo ser un arma usada por soldados en armadura de placas para subyugar revueltas: los golpes serían eficaces contra enemigos con poca protección corporal, mientras que la armadura de los soldados les protegería contra posibles golpes accidentales del mangual. Además, a caballo y usado contra infantería, el mangual posiblemente fuera más fácil de usar por la formación menos cerrada de la caballería y por la diferencia de altura entre usuario y objetivo. No obstante, debido a la simpleza de fabricación del mangual y al hecho de que la mayoría de cabezas de mangual hayan sido halladas en asentamientos en vez de junto con otras armas, se ha contemplado que pudo haber sido un arma ocasionalmente usada por criminales y civiles. 
Según las experiencias de practicantes actuales de esgrima antigua y opiniones de otros entusiastas de historia militar, pudo haber tenido ventajas como la habilidad de golpear alrededor del escudo o, menos probablemente, las de atrapar otras armas, ofrecer protección pasiva contra ataques enemigos mediante su movimiento constante, o estrangular enemigos con la cadena. Hay limitadas posibilidades para practicar el uso del mangual, por la imposibilidad de regular la fuerza del impacto y por su impredecibilidad. 
Es posible que su poco uso se debiera a las limitadas capacidades defensivas del arma y su lentitud para golpear. La impredecibilidad del arma podría estar a su favor, por la dificultad del enemigo de anticiparse a sus golpes; o en contra, por poder golpearse a uno mismo o a otros soldados de la formación.

## Variantes
En otras culturas, el mangual se ha presentado de maneras distintas y con otros nombres:
Kisten o kiścień del este de Europa: estos manguales hechos de bronce, asta de alce, hueso con núcleo de hierro o hierro normalmente estaban unidos al mango con tiras de cuero en vez de cadenas, y la cabeza estaba solía estar o grabada con tamgas y dibujos decorativos o tachonada. Han sido encontrados en Bulgaria, Estonia, Polonia y Rusia, entre otros territorios del este de Europa.
'Mazas de cabeza floja de piel y cuentas' (Beaded hide flop head clubs) apaches: mazas de nativos norteamericanos del s. XIX consistentes en una cabeza esférica recubierta y unida al mango de madera por cuero. Suelen estar decoradas con tachones de latón, plumas y cuentas.
Kabastin indopersa: metálicos en su totalidad y con la cadena más fina y larga. La cabeza suele tener forma de dos conos unidos en su base. En India se conoció como kiptan o kestan. En el manuscrito sobre Yiotisha llamado Nujūm al-ʿulūm, de 1570, hay una imagen de un mayal de tres cabezas con guarda. El manuscrito afirma que las cabezas están hechas de hierro, tendrían forma de limones, siendo preferiblemente hexagonales, y la longitud de la cadena  debería ser al menos 12 dedos (alrededor de 23 cm).
Chigiriki (契木) japonés: Consiste en un mango de madera o metal, a veces de bambú, unido a una cadena con una cabeza de hierro en el otro extremo. Tanto el palo como la cadena pueden ser de distintas  longitudes, y en algunos ejemplares la cadena se puede retraer dentro del mango. 

## Apariciones en cultura popular
- En la película Kingdom of Heaven, un personaje a caballo usa un mayal con varias cabezas esféricas.[23]
- En la película The Lord of the Rings: The Return of the King, en la batalla de los campos del Pelennor, el rey brujo lucha con un mangual.
- En el videojuego Civilization III, las unidades de infantería medieval van armadas con escudo y mangual.[24]